# 光刺耳盾鯰
光刺耳盾鯰，為輻鰭魚綱鯰形目甲鯰科的其中一種，為熱帶淡水魚，分布於南美洲巴拉圭Piribebuy、Aguaray河及巴拉圭河流域，體長可達2.9公分，棲息在植被生長的溪流底層水域，生活習性不明。

## 扩展阅读
維基物種上的相關：光刺耳盾鯰